# Babit (hợp kim)
Babit (tiếng Anh: babbitt) là tên của những hợp kim chống mài mòn trên nền các kim loại có độ nóng chảy thấp như chì hoặc thiếc. Babit thường được ứng dụng làm các ổ trượt nên còn được gọi là "kim loại ổ trượt" (bearing metal).

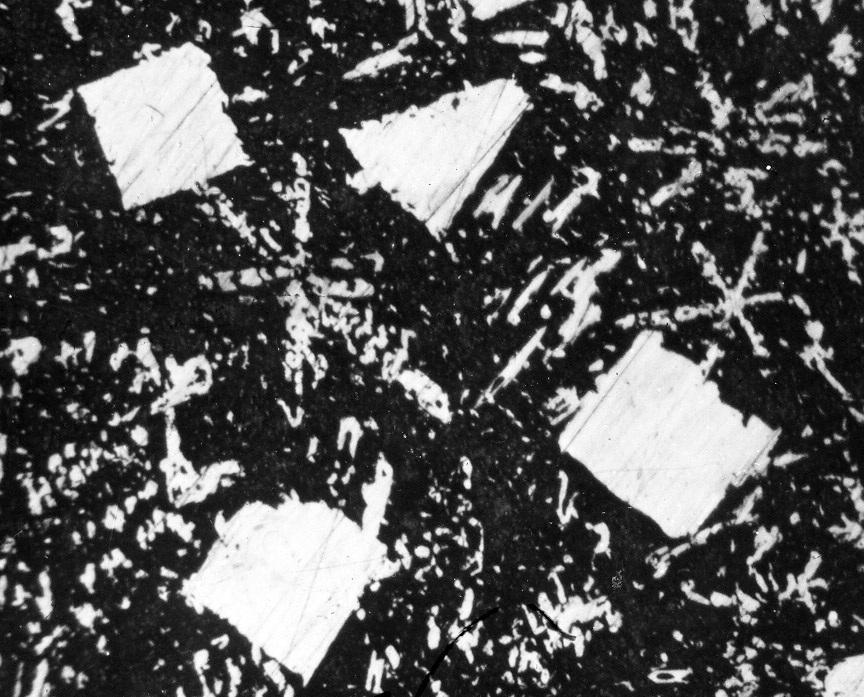
Tổ chức tế vi của babbitt

Babit được sử dụng phổ biến nhất khi dùng làm lớp phủ mỏng trên bề mặt của cấu trúc đa kim loại phức tạp, nhưng công dụng ban đầu của nó là làm vật liệu ổ trượt dạng đúc nguyên khối. Hợp kim babit được đặc trưng bởi khả năng chống mài mòn của nó. Hợp kim babit vốn rất mềm nên ít làm mòn cổ trục. Ngoài ra, babit có hệ số ma sát thấp và khả năng giữ được dầu tốt, nhưng không chịu được áp suất và nhiệt độ cao. Cấu trúc của hợp kim babit được tạo thành từ các tinh thể nhỏ–cứng phân tán trong một nền kim loại mềm hơn, làm trở thành một composite nền kim loại. Khi ổ trượt bị mòn, kim loại mềm hơn sẽ bị mòn một phần, tạo ra các đường dẫn cho chất bôi trơn chảy giữa các điểm cao–cứng, vốn là bề mặt trượt của ổ trượt. Khi thiếc được sử dụng trong thành phần sẽ làm hợp kim babit trở nên mềm hơn. Khi đó, ma sát làm cho thiếc nóng chảy và hoạt động như một chất bôi trơn, bảo vệ ổ trục khỏi bị mài mòn khi không sử dụng các chất bôi trơn khác.

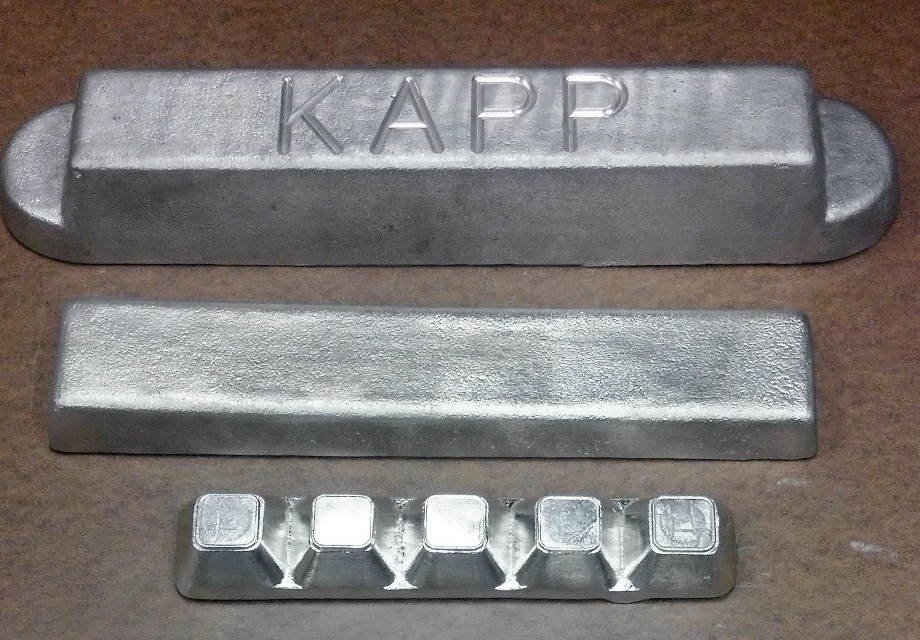
Babit ASTM Loại #2 ở dạng thỏi (dưới và giữa) và thanh (trên)

## Lịch sử
Hợp kim babit được phát minh vào năm 1839 bởi nhà phát minh người Mỹ, Isaac Babbitt tại thành phố Taunton thuộc bang Massachusetts, Hoa Kỳ. Vào thời điểm đó, ông công bố công thức cấu tạo của một loại hợp kim do ông phát minh nhưng vẫn không tiết lộ những loại hợp kim còn lại vì muốn giữ bí mật kinh doanh. Các công thức hợp kim khác đã được phát triển sau đó. Giống như các thuật ngữ khác có nguồn gốc cùng tên từ lâu đã được sử dụng phổ biến (như động cơ diesel hoặc ống eustachian), thuật ngữ hợp kim babit thường được viết theo kiểu chữ thường. Mặc dù nhiều tài liệu tiếng Anh vẫn thường sử dụng thuật ngữ "kim loại trắng" (white metal) để nói về hợp kim babit, nhưng cần phân biệt rằng "kim loại trắng" là tên chung bao gồm các hợp kim chịu lực, hợp kim dựa trên chì hoặc thiếc (babit), hoặc kim loại đúc kẽm.

## Tổng quan
Babit là hợp kim có thành phần chủ yếu là thiếc (Sn) hoặc chì (Pb), tạo thành một nền mềm, có xen các hạt rắn antimon (Sb), đồng (Cu), nickel (Ni), cadmi (Cd)... Babit có đặc tính giảm ma sát, giảm mài mòn, và chống dính rất tốt. Tuy nhiên, vì cơ tính thấp cho nên babit chỉ dùng để tráng thành một lớp mỏng khoảng vài phần mười milimet (dưới 0,04 inch) lên vật liệu lót ổ có độ bền cao hơn như đồng thanh, thép, hoặc gang. Với độ cứng thấp, các loại hợp kim babit có khả năng giữ tạp bẩn, giữ đồng trục với trục ổ trượt tốt, và tương thích tốt hơn với ngõng trục bằng thép so với các loại vật liệu lót ổ khác như hợp kim kẽm, đồng, gang xám...
Để nâng cao độ bền mỏi cho các động cơ tịnh tiến, người ta phủ một lớp babit mỏng (khoảng 0,001 inch) lên bề mặt ổ trượt động cơ. Đối với động cơ tịnh tiến chịu tải trọng lớn, thông thường được dùng tới ba lớp babit. Trên nền hợp kim như thép, một lớp babit chì SAE 19 hoặc 190 được mạ điện hoặc đúc chính xác với lớp trung gian dày từ 0,1 đến 0,3 inch bằng hợp kim đồng–nickel, đồng–chì, nhôm, hoặc bạc mạ điện.
Babit được chia thành hai nhóm chính: babit nền thiếc (tin-based babbitt) và babit nền chì (lead-based babbitt). Ngoài ra còn có babit nền nhôm (aluminum-based babbitt) và babit nền kẽm (zinc-based babbitt).
Babit nền thiếc, hay còn được gọi là babit thiếc, là hợp kim trên cơ sở thiếc (Sn) với 3–8,5% đồng (Cu) và 4–8,5 % antimon (Sb). Babit thiếc có đặc tính dẻo, dẫn nhiệt tốt, bền, được dùng khi có tải trọng, áp suất, và vận tốc cao (pv >= 15 MPa.m/s) như trong tuabin, động cơ diesel Babit thiếc có thể làm việc với áp suất p lên tới 10 MPa, nhiệt độ 150 °C, và vận tốc pv lên tới 15 MPa.m/s. Babit thiếc thường có độ cứng Brinell (HB) từ 20 đến 30 HB. Vì dễ bị nóng chảy nên babit thiếc chỉ làm việc ở nhiệt độ dưới 110 °C. Babit thiếc có độ bền mòn thấp, do đó không chịu được va đập mạnh. Ở Việt Nam, các vật liệu babit nền thiếc thường gặp có mác B83, B89, B91, B93 (tương ứng có 83%, 89%, 91%, 93% thiếc trong cấu tạo hợp kim). Babit thiếc, với thành phần chứa 3–8% đồng và 5–8% antimon, có khả năng chống ăn mòn tốt. Babit thiếc SAE 12 (ASTM Grade #2) được dùng phổ biến trong ngành công nghiệp sản xuất xe hơi và các ngành công nghiệp khác. Tổ chức tế vi của babit thiếc có nền mềm là dung dịch rắn Sn; hạt cứng có pha là SnSb và hợp kim Cu3Sn (hay Cu6Sn5).
Babit nền chì hay còn gọi là babit chì, là hợp kim trên cơ sở chì (Pb) với 6–16% thiếc (Sn) và 6–16 % antimon (Sb). Babit chì thường được dùng khi cần tiết kiệm thiếc, trong động cơ có điều kiện làm việc ít chịu va đập lớn, ví dụ loại babit mác COC 6–6 (thành phần gồm: 88% chì, 6% thiếc, 6% antimon). Ngoài ra có thể dùng babit chì–thiếc mác B16 để thay thế babit nhiều thiếc. Khi ổ lót làm việc với chế độ tải trọng và vận tốc trung bình–thấp, trong điều kiện ít va đập, có thể dùng babit chì BK có thành phần hoàn toàn không chứa thiếc. Loại này được dùng nhiều trong các ổ trục bánh xe lửa. Babit chì có thể làm việc với áp suất p lên tới 8,3 MPa (tương đương 1.200 psi), nhiệt độ 150 °C, và vận tốc pv lên tới 15 MPa.m/s. Độ cứng HB của babit chì thông thường khoảng từ 15 HB đến 25 HB. Các loại babit chì SAE 13, 14, 15, có thành phần chứa 9–16% antimon và 12% thiếc nhằm tăng tính chống ăn mòn; do vậy, giá thành rẻ hơn và ngày càng được sử dụng nhiều trong các ngành công nghiệp. Babit chì có tổ chức tế vi với nền mềm là hỗn hợp cùng tinh Pb–Sb; hạt cứng có pha là SnSb và hợp kim Cu3Sn.

## Ổ trượt babit kiểu truyền thống
Đối với việc sử dụng ổ trượt hợp kim babit kiểu truyền thống, người ta thường lắp một trục đặt lồng trong một ổ bệ đỡ trục bằng gang. Mặt trong của ổ bệ trục được khoan lỗ dùng để xác định vị trí nơi hợp kim babit sẽ được đúc vào. Trục được phủ lớp muội than đóng vai trò chất chống dính, phần cuối của ổ trượt được phủ đất sét. Hợp kim babit nóng chảy được đổ vào và điền những lỗ trống được khoan trước ở xung quanh vòng trục. Sau đó, ổ trượt và bề mặt lót ổ được mài sạch. Hợp kim babit được gia cường nhưng vẫn đủ mềm để khoét bằng dạo hoặc dùi nhọn.
Một miếng chêm bằng thép được chèn vào để bảo vệ bề mặt ở trượt dưới và để tạo khoảng cách giữa ổ bệ đỡ và trục. Sau khi bịt hai đầu bằng đất sét, babit tiếp tục được điền đầy vào những khoảng trống của ổ bệ thông qua các lỗ ở trên nắp ổ bệ. Các lỗ trên nắp bệ trục sau này được dùng làm lỗ châm dầu bôi trơn cho trục.
Hai nửa của ổ trượt được cắt ở vị trí miếng chêm, lỗ châm dầu được làm sạch kim loại, và đường châm dầu sẽ được cắt vào bề mặt của ổ trượt mới. Trục được quét hồ xanh để đánh dấu và xoay trong ổ trượt. Khi tháo ổ trượt ra, phần hồ xanh đã điền đầy vào các lỗ trống và được vệ sinh làm sạch. Công đoạn này được tiếp tục cho đến khi phần màu xanh được phân bố đều trên ổ trượt. Ổ trượt sau đó được bơm dầu bôi trơn và chạy với trục ở vận tốc và tải nhẹ cho đến khi có bề mặt ổ trượt cứng. Thành phẩm cuối cùng có khả năng trượt chịu tải trọng và vận tốc lớn.

## Ổ trượt babit kiểu hiện đại
Công nghệ phủ lót ổ trượt bằng phương pháp đổ hợp kim babit nóng chảy rất phổ biến trong ngành công nghiệp xe hơi đến tận giữa thập niên 1950. Babit thiếc được dùng vì có thể chịu áp suất lớn trên trục khuỷu và thanh truyền động. Lớp phủ babit trên bề mặt ổ trượt rất mỏng. Thanh truyền động và nắp có tấm chêm mỏng có thể thay thế dễ dàng khi lớp babit bị mài mòn. Hãng xe hơi Ford sử dụng hai tấm chêm dày 0,002 inch cho nắp thanh truyền và babit là loại babit thiếc B86 (86% thiếc, 7% đồng, 7% antimon) trong mẫu xe Model T. Ổ trượt babit sử dụng trong xe hơi thông thường có thể sử dụng đến hơn 80.000 km trước khi cần phải thay thế. Ổ trượt babit khi bị mòn không làm hư hỏng trục khuỷu.
Ngày nay, trục khuỷu và thanh truyền động trong các động cơ hiện đại được làm bằng những ống thép có thể thay mới được. Bề mặt trong của các ống thép này được phủ lớp đồng thiếc và một lớp babit phủ cuối cùng đóng vai trò bề mặt trượt. Quy trình phủ hợp kim babit trên bề mặt này được gọi là "quá trình babit hóa" (babbitting).

## Các loại hợp kim babit
| Tên thương mại | Mác theo tiêu chuẩn ASTM | Ghi chú                                                                 | Sn       | Pb        | Cu      | Sb (Antimon) | As      | Khác | Giới hạn chảy, psiD (MPa) | Giới hạn chảy, psiD (MPa) | Giới hạn đàn hồi biểu kiến Johnson, psi (MPa)E | Giới hạn đàn hồi biểu kiến Johnson, psi (MPa)E | Điểm nóng chảy °C (°F) | Nhiệt độ rót khuôn °C (°F) |
| Tên thương mại | Mác theo tiêu chuẩn ASTM | Ghi chú                                                                 | Sn       | Pb        | Cu      | Sb (Antimon) | As      | Khác | 20 °C (68 °F)             | 100 °C (212 °F)           | 20 °C (68 °F)                                  | 100 °C (212 °F)                                | Điểm nóng chảy °C (°F) | Nhiệt độ rót khuôn °C (°F) |
| --- | ------------------------ | ----------------------------------------------------------------------- | -------- | --------- | ------- | ------------ | ------- | ---- | ------------------------- | ------------------------- | ---------------------------------------------- | ---------------------------------------------- | ---------------------- | -------------------------- |
| Babit Số 1 (No.1) | 1                        |                                                                         | 90–92    | ≤ 0.35    | 4–5     | 4–5          |         |      | 4400 (30.3)               | 2650 (18.3)               | 2450 (16.9)                                    | 1050 (7.2)                                     | 223 (433)              | 441 (825)                  |
| Nickel Genuine | 2                        | Loại phổ biến nhất và là loại tiêu chuẩn dùng làm vật liệu lót ổ trượt. | 88–90    | ≤ 0.35    | 3–4     | 7–8          |         |      | 6100 (42.0)               | 3000 (20.6)               | 3350 (23.1)                                    | 1100 (7.6)                                     | 241 (466)              | 424 (795)                  |
| Siêu cứng (Super tough) | 3                        |                                                                         | 83–85    | ≤ 0.35    | 7.5–8.5 | 7.5–8.5      |         |      | 6600 (45.5)               | 3150 (21.7)               | 5350 (36.9)                                    | 1300 (9.0)                                     | 240 (464)              | 491 (915)                  |
| Loại 4 | 4                        |                                                                         | 74–76    | 9.3–10.7  | 2.5–3.5 | 11–13        |         |      |                           |                           |                                                |                                                |                        |                            |
| Loại 11 | 11                       |                                                                         | 86–89    | ≤ 0.35    | 5–6.5   | 6–7.5        |         |      |                           |                           |                                                |                                                |                        |                            |
| Áp suất cao | 7                        |                                                                         | 9.3–10.7 | 72.5–76.5 |         | 14–16        | 0.3–0.6 |      | 3550 (24.5)               | 1600 (11.0)               | 2500 (17.2)                                    | 1350 (9.3)                                     | 240 (464)              | 338 (640)                  |
| Royal | 8                        |                                                                         | 4.5–5.5  | 77.9–81.2 |         | 14–16        | 0.3–0.6 |      | 3400 (23.4)               | 1750 (12.1)               | 2650 (18.3)                                    | 1200 (8.3)                                     | 237 (459)              | 341 (645)                  |
| Loại 13 | 13                       |                                                                         | 5.5–6.5  | 82.5–85   |         | 9.5–10.5     | ≤ 0.25  |      |                           |                           |                                                |                                                |                        |                            |
| Durite | 15                       |                                                                         | 0.8–1.2  | 79.9–83.9 |         | 14.5–17.5    | 0.8–1.4 |      |                           |                           |                                                |                                                |                        |                            |
| DGiá trị điểm giới hạn chảy (yield point) được lấy từ đồ thị đường cong ứng suất–biến dạng ở độ biến dạng là 0,125% theo chiều dài đo.                                                                               |                          |                                                                         |          |           |         |              |         |      |                           |                           |                                                |                                                |                        |                            |
| EGiới hạn đàn hồi biểu kiến Johnson (Johnson's apparent elastic limit) được định nghĩa là điểm mà hệ số góc tiếp tuyến tại đó nhỏ hơn 50% so với hệ số góc tại gốc tọa độ trên đồ thị đường cong ứng suất–biến dạng. |                          |                                                                         |          |           |         |              |         |      |                           |                           |                                                |                                                |                        |                            |